# تیراندازی در بازی های المپیک تابستانی جوانان ۲۰۱۸– تفنگ بادی ۱۰ متر پسران
نتایج مسابقه تفنگ بادی ۱۰ متر پسران در المپیک تابستانی جوانان ۲۰۱۸ است.

## نتایج

### مقدماتی

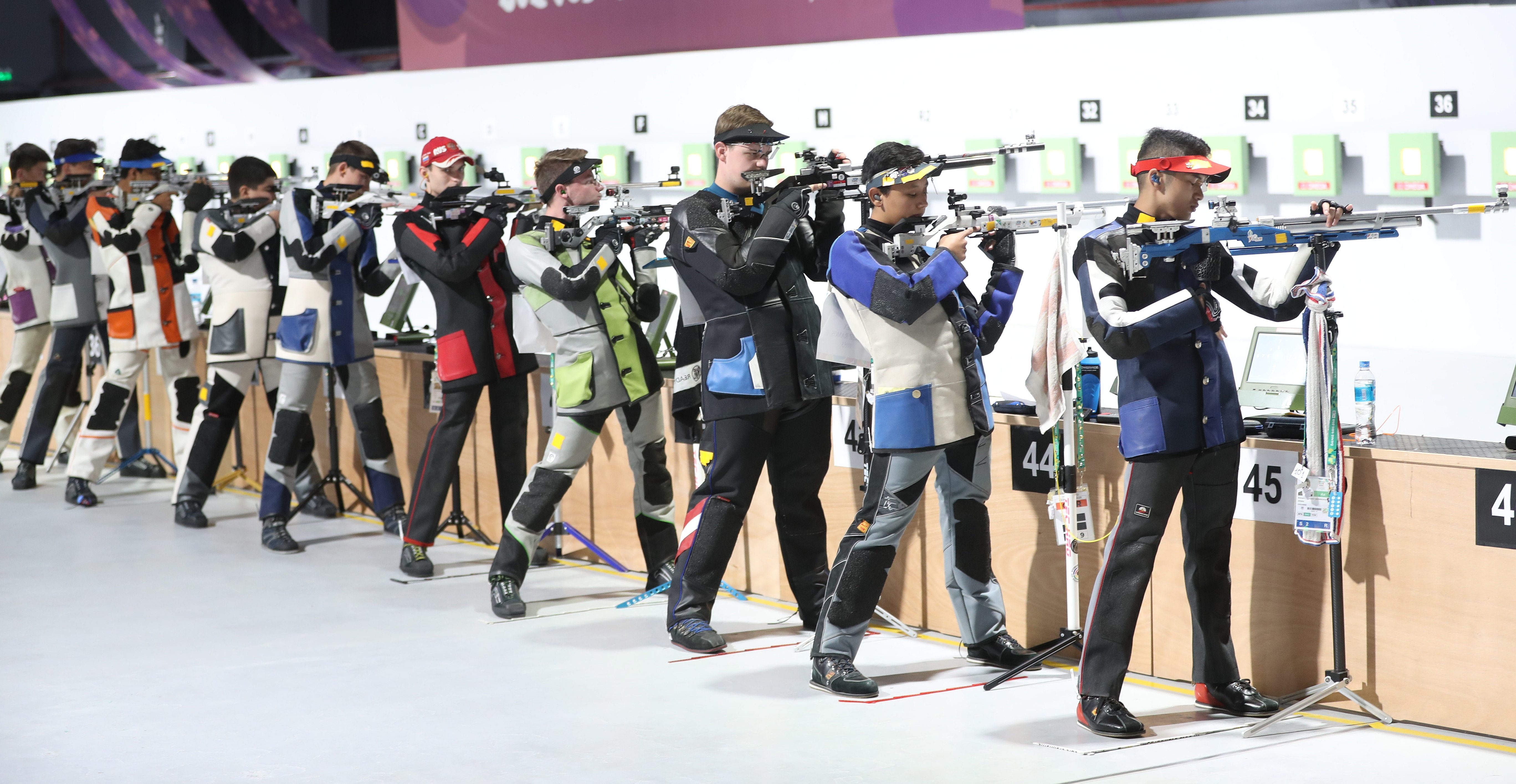
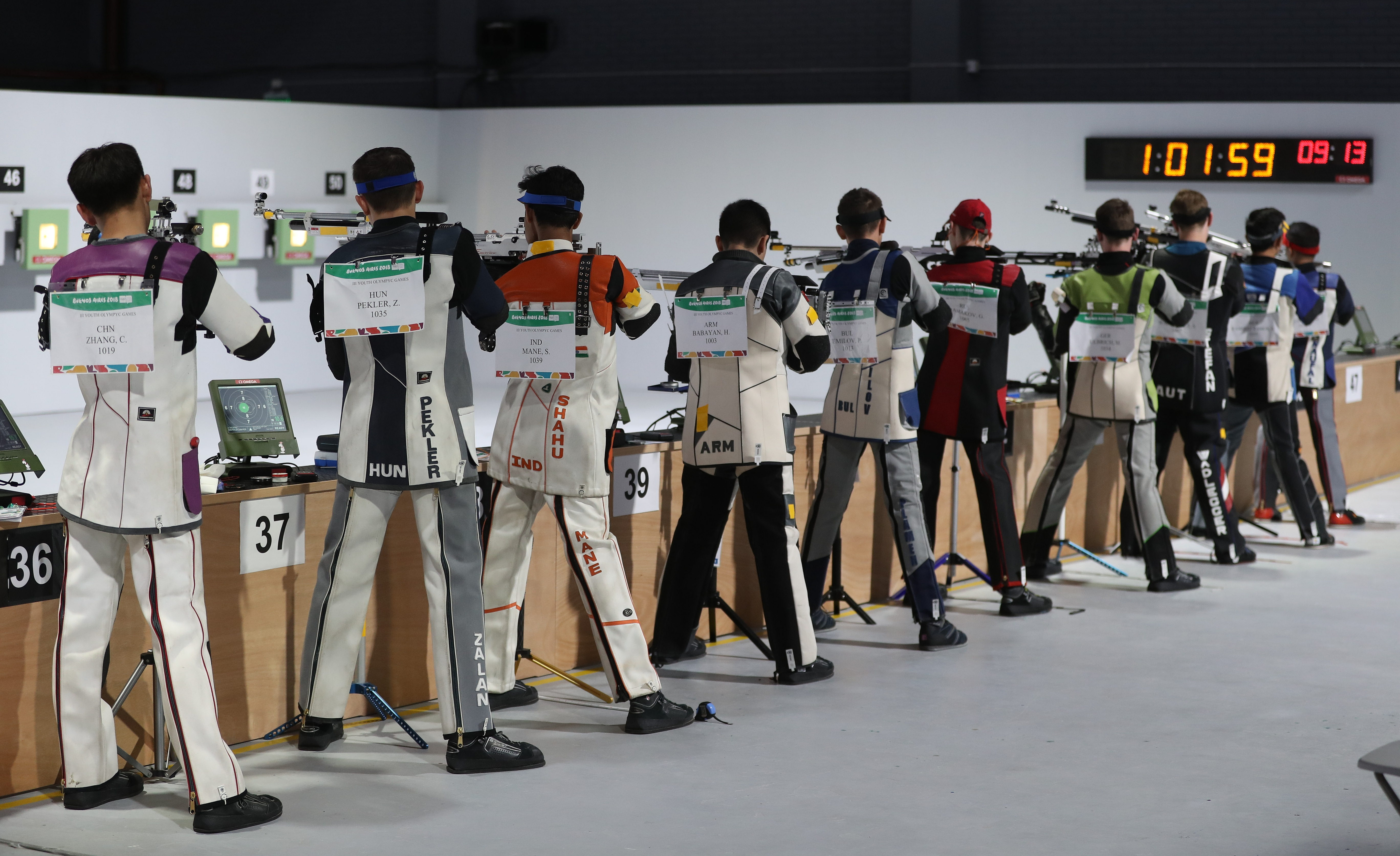

| Rank | Name                             | Nation          | ۱     | ۲     | ۳     | ۴     | ۵     | ۶     | Points | Notes |
| ---- | -------------------------------- | --------------- | ----- | ----- | ----- | ----- | ----- | ----- | ------ | ----- |
| ۱    | امیرسیاوش ذوالفقاریان            | ایران           | ۱۰۴٫۶ | ۱۰۴٫۲ | ۱۰۵٫۰ | ۱۰۵٫۳ | ۱۰۴٫۲ | ۱۰۵٫۲ | ۶۲۸٫۵  | Q     |
| ۲    | ژانگ چانگهونگ                    | چین             | ۱۰۳٫۴ | ۱۰۳٫۳ | ۱۰۴٫۱ | ۱۰۴٫۹ | ۱۰۳٫۴ | ۱۰۵٫۳ | ۶۲۴٫۴  | Q     |
| ۳    | شاهو توشارمن                     | هند             | ۱۰۴٫۸ | ۱۰۱٫۸ | ۱۰۴٫۲ | ۱۰۴٫۰ | ۱۰۳٫۸ | ۱۰۵٫۱ | ۶۲۳٫۷  | Q     |
| ۴    | الکس هوبرگ                       | استرالیا        | ۱۰۱٫۷ | ۱۰۴٫۸ | ۱۰۴٫۵ | ۱۰۵٫۱ | ۱۰۳٫۰ | ۱۰۴٫۳ | ۶۲۳٫۴  | Q     |
| ۵    | گریگوری شاماکوف                  | روسیه           | ۱۰۲٫۵ | ۱۰۴٫۴ | ۱۰۳٫۴ | ۱۰۵٫۶ | ۱۰۳٫۵ | ۱۰۳٫۳ | ۶۲۲٫۷  | Q     |
| ۶    | الکسا میتروویچ                   | صربستان         | ۱۰۲٫۶ | ۱۰۳٫۴ | ۱۰۲٫۳ | ۱۰۳٫۶ | ۱۰۴٫۵ | ۱۰۴٫۰ | ۶۲۰٫۴  | Q     |
| ۷    | ماکسیمیلیان اولبریچ              | آلمان           | ۱۰۳٫۵ | ۱۰۳٫۰ | ۱۰۲٫۸ | ۱۰۳٫۸ | ۱۰۳٫۵ | ۱۰۳٫۸ | ۶۲۰٫۴  | Q     |
| ۸    | استفان وادلگر                    | اتریش           | ۱۰۱٫۴ | ۱۰۴٫۲ | ۱۰۳٫۵ | ۱۰۳٫۹ | ۱۰۳٫۷ | ۱۰۳٫۵ | ۶۲۰٫۲  | Q     |
| ۹    | زالان پکلر                       | مجارستان        | ۱۰۳٫۶ | ۱۰۴٫۰ | ۱۰۲٫۸ | ۱۰۱٫۴ | ۱۰۴٫۱ | ۱۰۴٫۱ | ۶۲۰٫۰  |       |
| ۱۰   | ارناب شرار                       | بنگلادش         | ۱۰۳٫۰ | ۱۰۲٫۷ | ۱۰۲٫۶ | ۱۰۲٫۱ | ۱۰۲٫۷ | ۱۰۵٫۰ | ۶۱۸٫۱  |       |
| ۱۱   | میلیان دیویچ                     | مونته‌نگرو       | ۱۰۱٫۹ | ۱۰۲٫۸ | ۱۰۴٫۳ | ۱۰۲٫۹ | ۱۰۱٫۸ | ۱۰۳٫۳ | ۶۱۷٫۰  |       |
| ۱۲   | فاکوندو فیرماپاز                 | آرژانتین        | ۱۰۲٫۰ | ۱۰۲٫۳ | ۱۰۲٫۳ | ۱۰۲٫۵ | ۱۰۴٫۴ | ۱۰۳٫۴ | ۶۱۶٫۹  |       |
| ۱۳   | هایک بابائیان                    | ارمنستان        | ۱۰۱٫۸ | ۱۰۰٫۹ | ۱۰۳٫۵ | ۱۰۵٫۲ | ۱۰۲٫۴ | ۱۰۳٫۱ | ۶۱۶٫۹  |       |
| ۱۴   | محمد نوفل ماهاردیکا              | اندونزی         | ۱۰۲٫۳ | ۱۰۴٫۳ | ۱۰۳٫۲ | ۱۰۲٫۷ | ۱۰۲٫۵ | ۱۰۱٫۲ | ۶۱۶٫۲  |       |
| ۱۵   | ادسون رامیرز                     | مکزیک           | ۱۰۲٫۹ | ۱۰۲٫۷ | ۱۰۲٫۲ | ۱۰۱٫۲ | ۱۰۳٫۳ | ۱۰۳٫۰ | ۶۱۵٫۳  |       |
| ۱۶   | پلامن امیلوف                     | بلغارستان       | ۱۰۳٫۰ | ۱۰۱٫۳ | ۱۰۱٫۷ | ۱۰۱٫۶ | ۱۰۴٫۰ | ۱۰۰٫۸ | ۶۱۲٫۴  |       |
| ۱۷   | Chanidu Senanayake Mudiyanselage | سری‌لانکا        | ۹۹٫۱  | ۱۰۲٫۴ | ۱۰۰٫۹ | ۱۰۱٫۹ | ۱۰۳٫۹ | ۱۰۲٫۴ | ۶۱۰٫۶  |       |
| ۱۸   | عمار دیزدارویچ                   | بوسنی و هرزگوین | ۱۰۱٫۵ | ۱۰۳٫۳ | ۱۰۰٫۵ | ۱۰۰٫۵ | ۱۰۲٫۶ | ۱۰۰٫۲ | ۶۰۸٫۶  |       |
| ۱۹   | کارلوس آرزه                      | پرو             | ۹۹٫۰  | ۱۰۰٫۸ | ۹۷٫۴  | ۱۰۱٫۰ | ۱۰۲٫۰ | ۹۹٫۲  | ۵۹۹٫۴  |       |
| ۲۰   | آدریان دی بیر                    | آفریقای جنوبی   | ۹۹٫۸  | ۹۷٫۹  | ۹۷٫۶  | ۹۶٫۰  | ۹۵٫۴  | ۹۶٫۷  | ۵۸۳٫۴  |       |

### نهایی
| رتبه | نام                   | ملت      | ۱    | ۲    | ۳    | ۴    | ۵    | ۶    | ۷    | ۸    | ۹    | نکته‌ها | یادداشت |
| ---- | --------------------- | -------- | ---- | ---- | ---- | ---- | ---- | ---- | ---- | ---- | ---- | ------ | ------- |
| 1    | گریگوری شاماکوف       | روسیه    | ۵۱٫۴ | ۵۲٫۳ | ۲۰٫۶ | ۲۱٫۰ | ۲۱٫۳ | ۲۰٫۶ | ۲۰٫۱ | ۲۰٫۸ | ۲۱٫۱ | ۲۴۹٫۲  |         |
| 2    | شاهو توشار مانه       | هند      | ۵۱٫۱ | ۵۱٫۸ | ۲۱٫۲ | ۲۰٫۷ | ۲۰٫۴ | ۲۰٫۸ | ۲۱٫۲ | ۲۰٫۸ | ۱۹٫۵ | ۲۴۷٫۵  |         |
| 3    | الکسا میتروویچ        | صربستان  | ۵۲٫۴ | ۵۱٫۷ | ۱۹٫۹ | ۲۰٫۹ | ۲۰٫۶ | ۲۰٫۳ | ۲۰٫۹ | ۲۱٫۲ |      | ۲۲۷٫۹  |         |
| ۴    | ژانگ چانگونگ          | چین      | ۵۱٫۹ | ۵۰٫۱ | ۲۰٫۰ | ۲۰٫۶ | ۲۱٫۱ | ۲۱٫۲ | ۲۰٫۷ |      |      | ۲۰۵٫۶  |         |
| ۵    | الکس هوبرگ            | استرالیا | ۵۱٫۹ | ۵۲٫۱ | ۲۰٫۳ | ۱۹٫۶ | ۱۹٫۷ | ۲۰٫۳ |      |      |      | ۱۸۳٫۹  |         |
| ۶    | ماکسیمیلیان اولبریچ   | آلمان    | ۴۹٫۲ | ۵۱٫۴ | ۲۰٫۸ | ۲۰٫۶ | ۲۰٫۹ |      |      |      |      | ۱۶۲٫۹  |         |
| ۷    | استفان وادلگر         | اتریش    | ۵۰٫۴ | ۴۹٫۸ | ۲۰٫۶ | ۲۰٫۵ |      |      |      |      |      | ۱۴۱٫۳  |         |
| ۸    | امیرسیاوش ذوالفقاریان | ایران    | ۴۷٫۱ | ۵۱٫۸ | ۲۱٫۰ |      |      |      |      |      |      | ۱۱۹٫۹  |         |

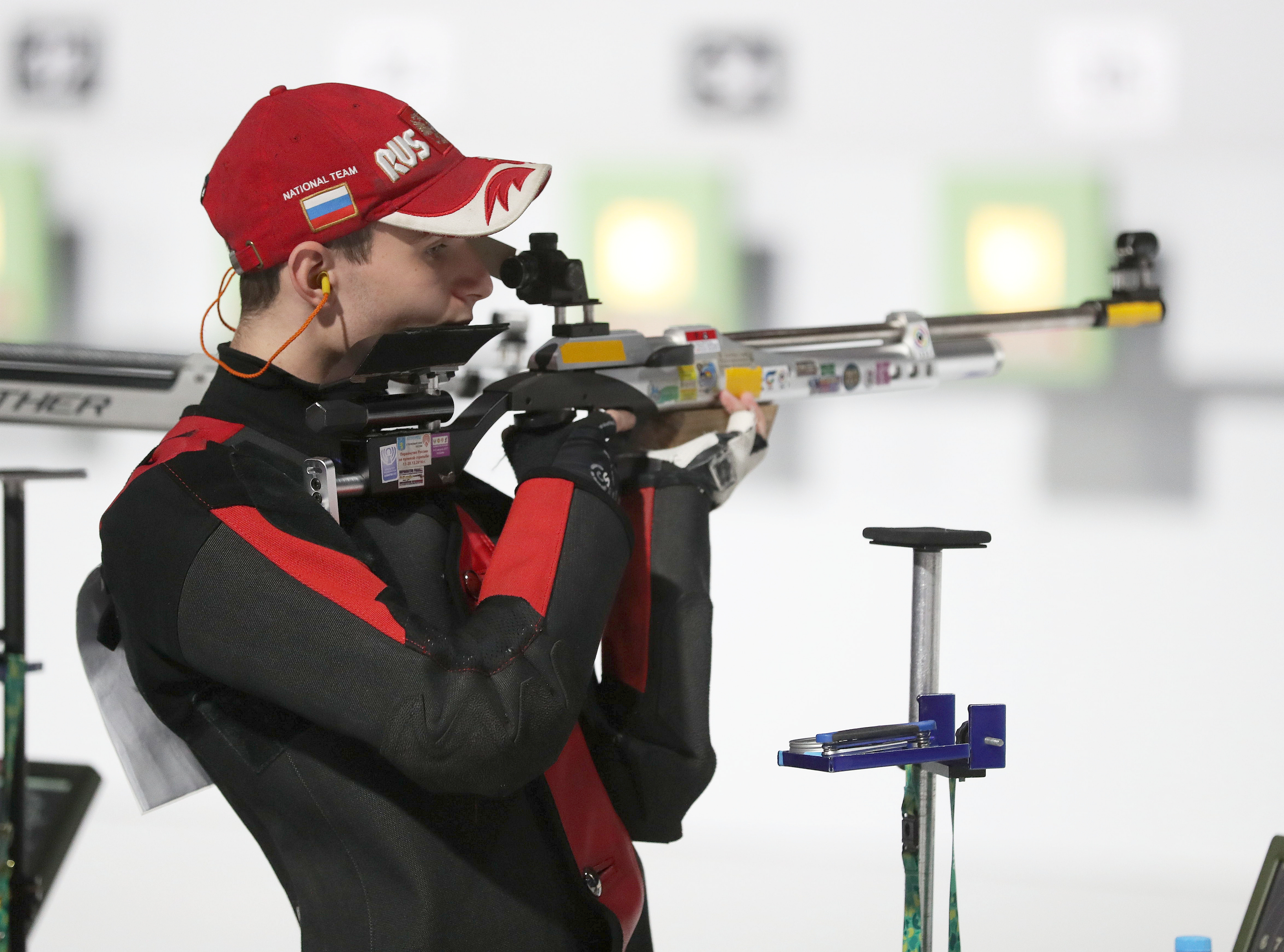
گریگوری شاماکوف، مدال طلا
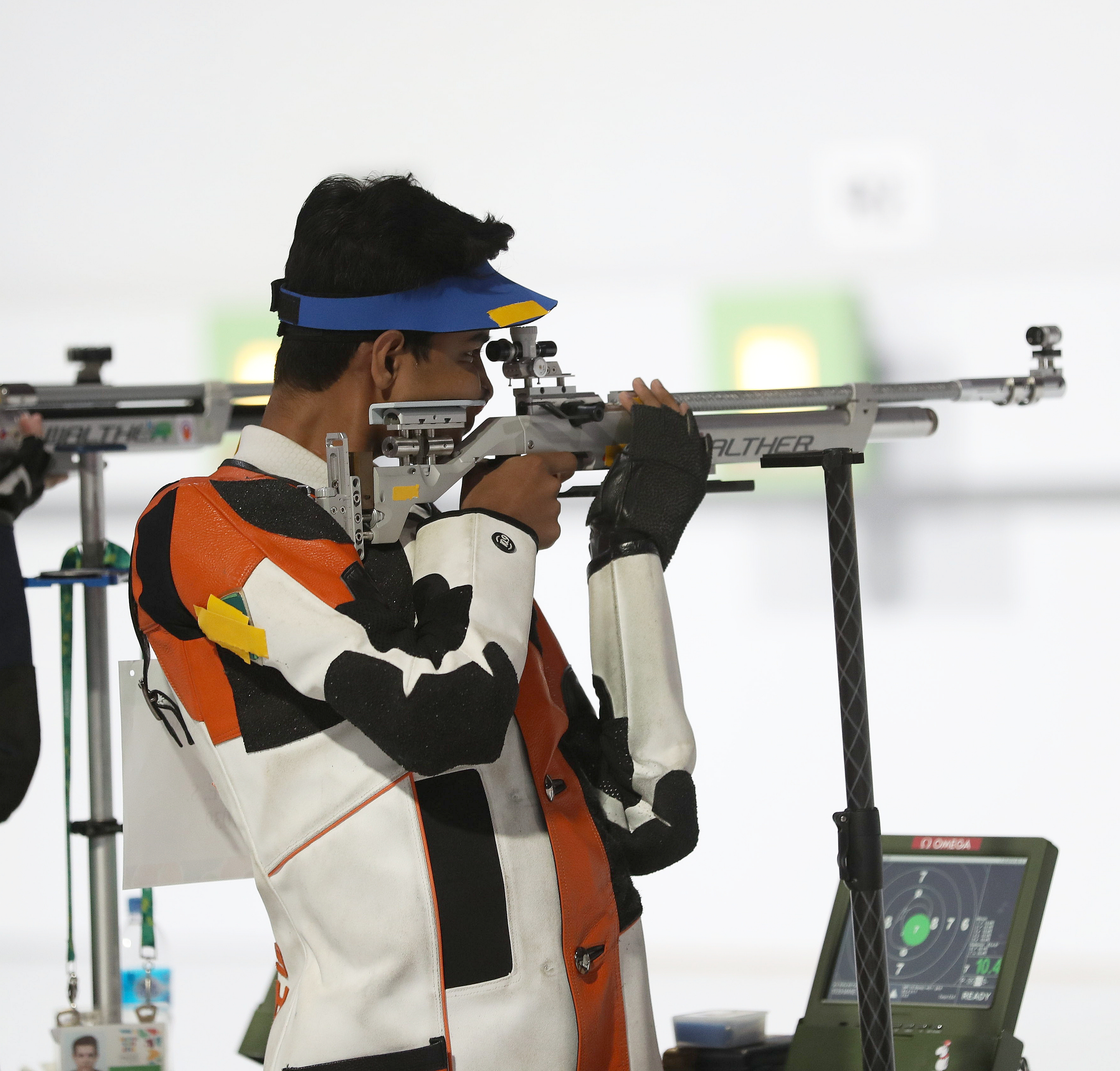
شاهو توشار مانه، مدال نقره
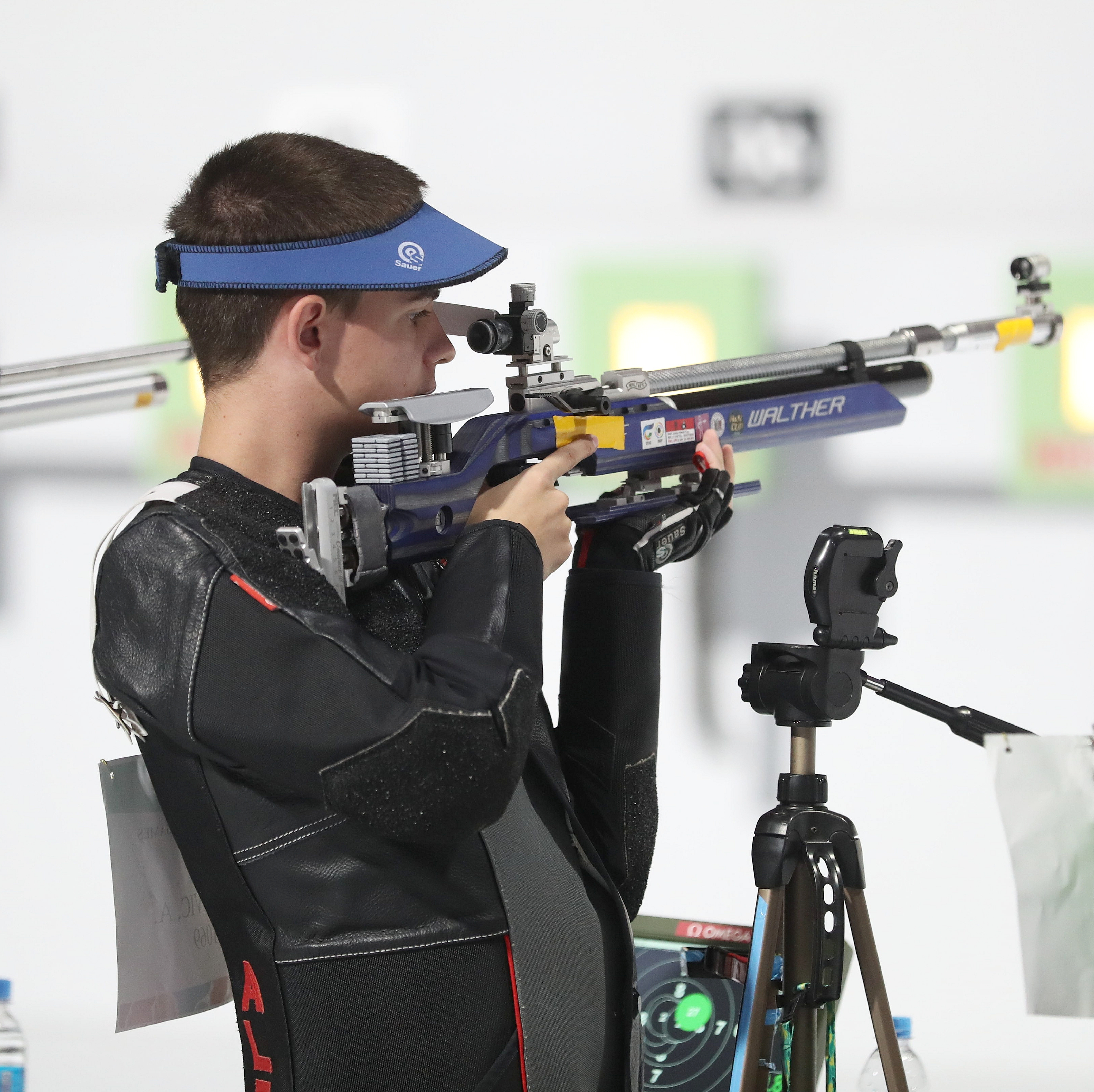
الکسا میتروویچ، مدال برنز
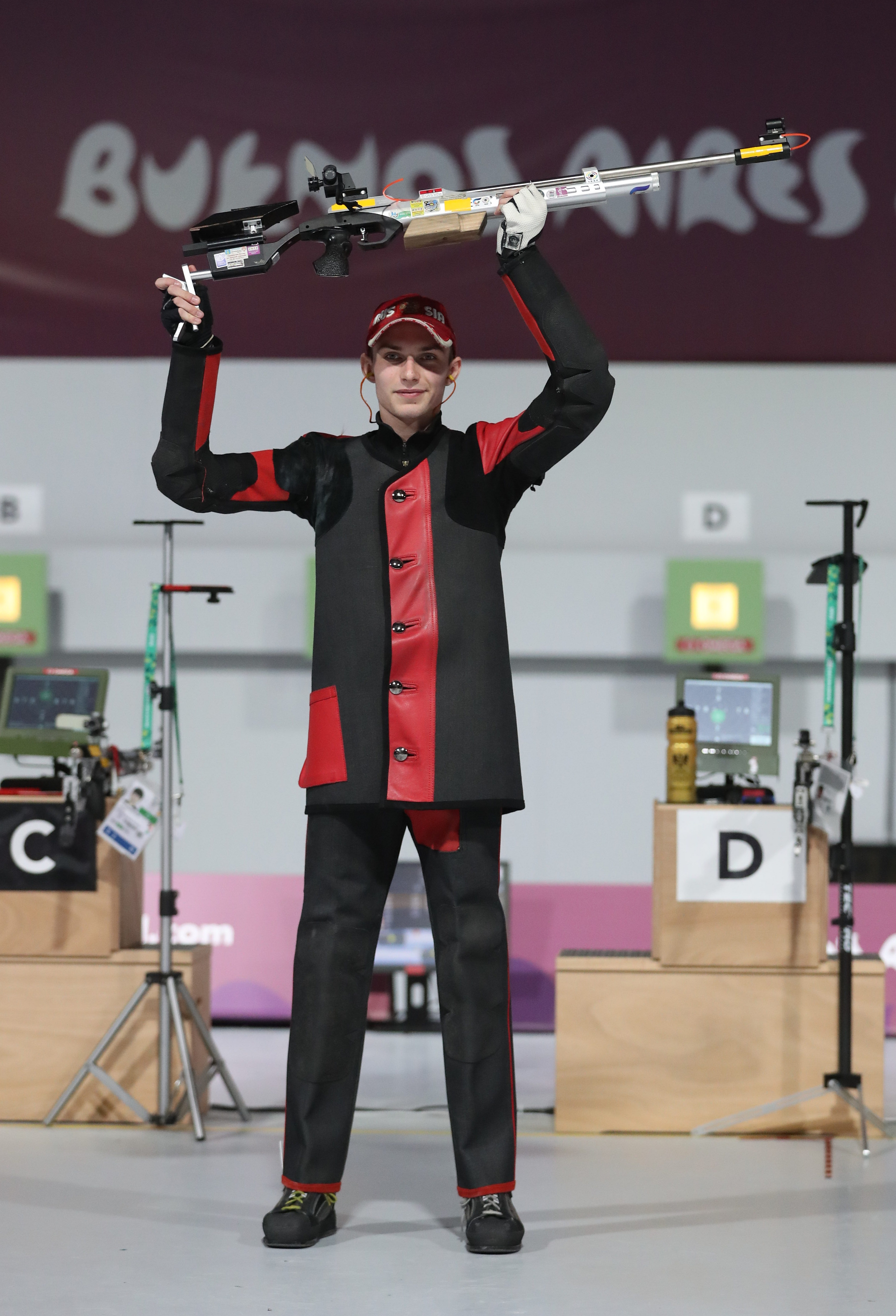
گریگوری شاماکوف پیروزی خود را جشن می‌گیرد
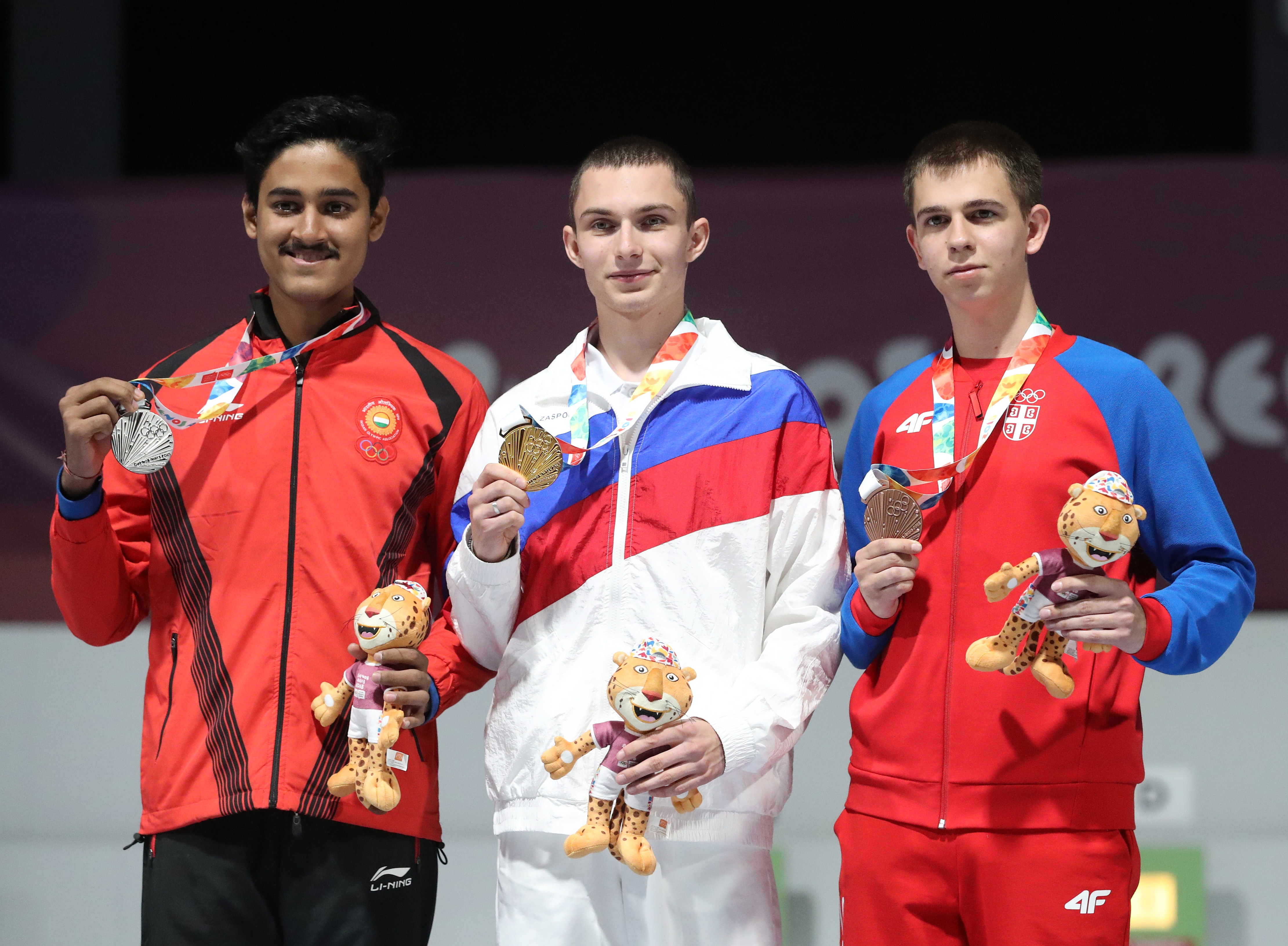
مراسم اهدای مدال